# Saint-Aubin-sur-Aire
Saint-Aubin-sur-Aire ist eine französische Gemeinde mit 177 Einwohnern (Stand: 1. Januar 2022) im Département Meuse in der Region Grand Est (bis 2015 Lothringen). Sie gehört zum Arrondissement Commercy, zum Kanton Vaucouleurs und zum Gemeindeverband Commercy-Void-Vaucouleurs.

## Geografie
Die Gemeinde wird von Osten in nordwestlicher Richtung von der Aire durchflossen. Umgeben wird Saint-Aubin-sur-Aire von den Nachbargemeinden Erneville-aux-Bois im Nordwesten und Norden, Chonville-Malaumont im Nordosten, Saulvaux im Osten und Südosten, Chanteraine im Südwesten sowie Nançois-le-Grand im Westen.

## Bevölkerungsentwicklung
| Jahr                       | 1962 | 1968 | 1975 | 1982 | 1990 | 1999 | 2006 | 2011 | 2019 |
| Einwohner                  | 206  | 189  | 181  | 160  | 150  | 156  | 168  | 169  | 166  |
| Quellen: Cassini und INSEE |      |      |      |      |      |      |      |      |      |

## Sehenswürdigkeiten
- Kirche Saint-Aubin
- Grabstätte des Generals Joseph Émile Colson, 1821 in Saint-Aubin-sur-Aire geboren

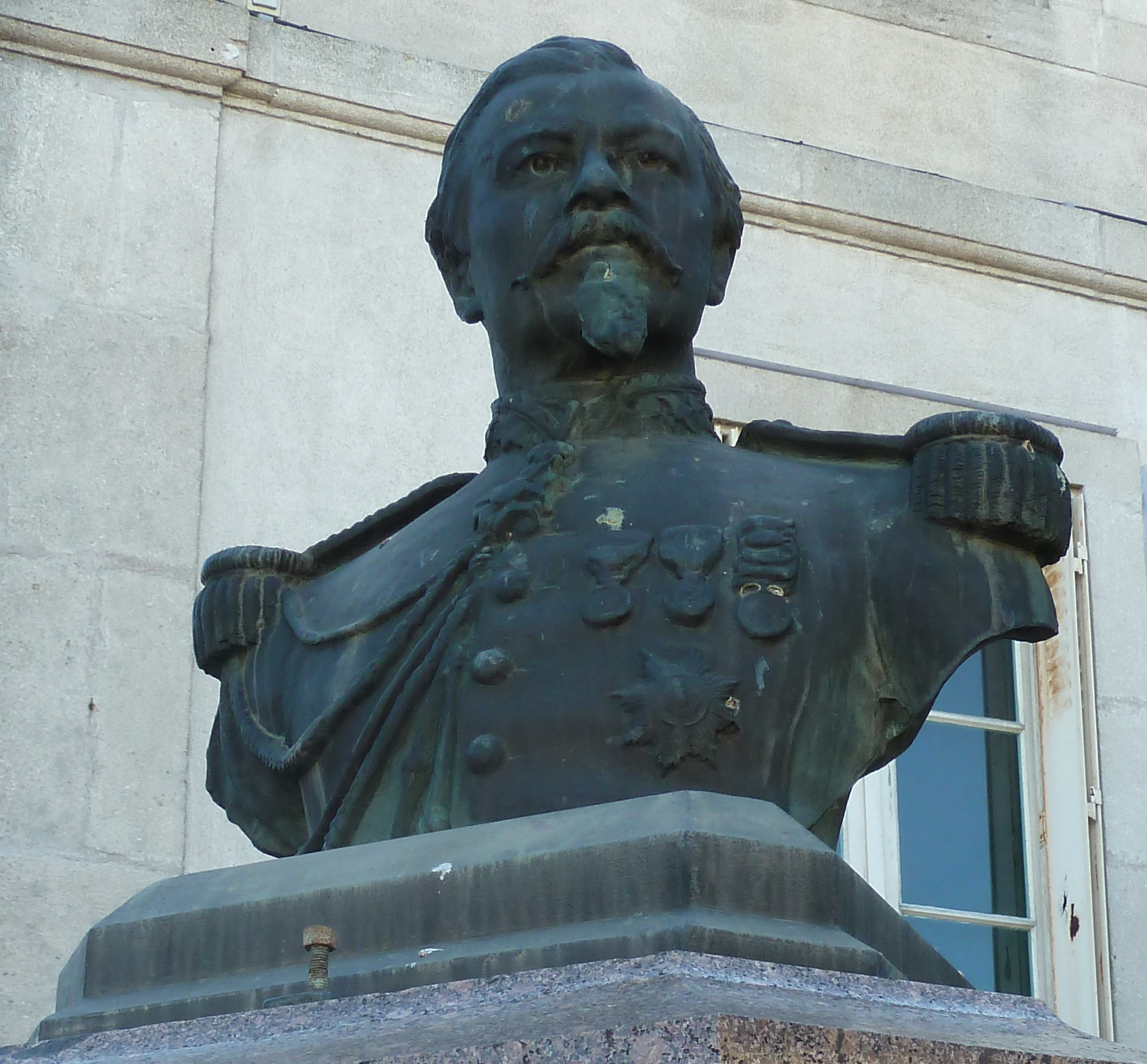
Büste von General Colson (1821–1870)
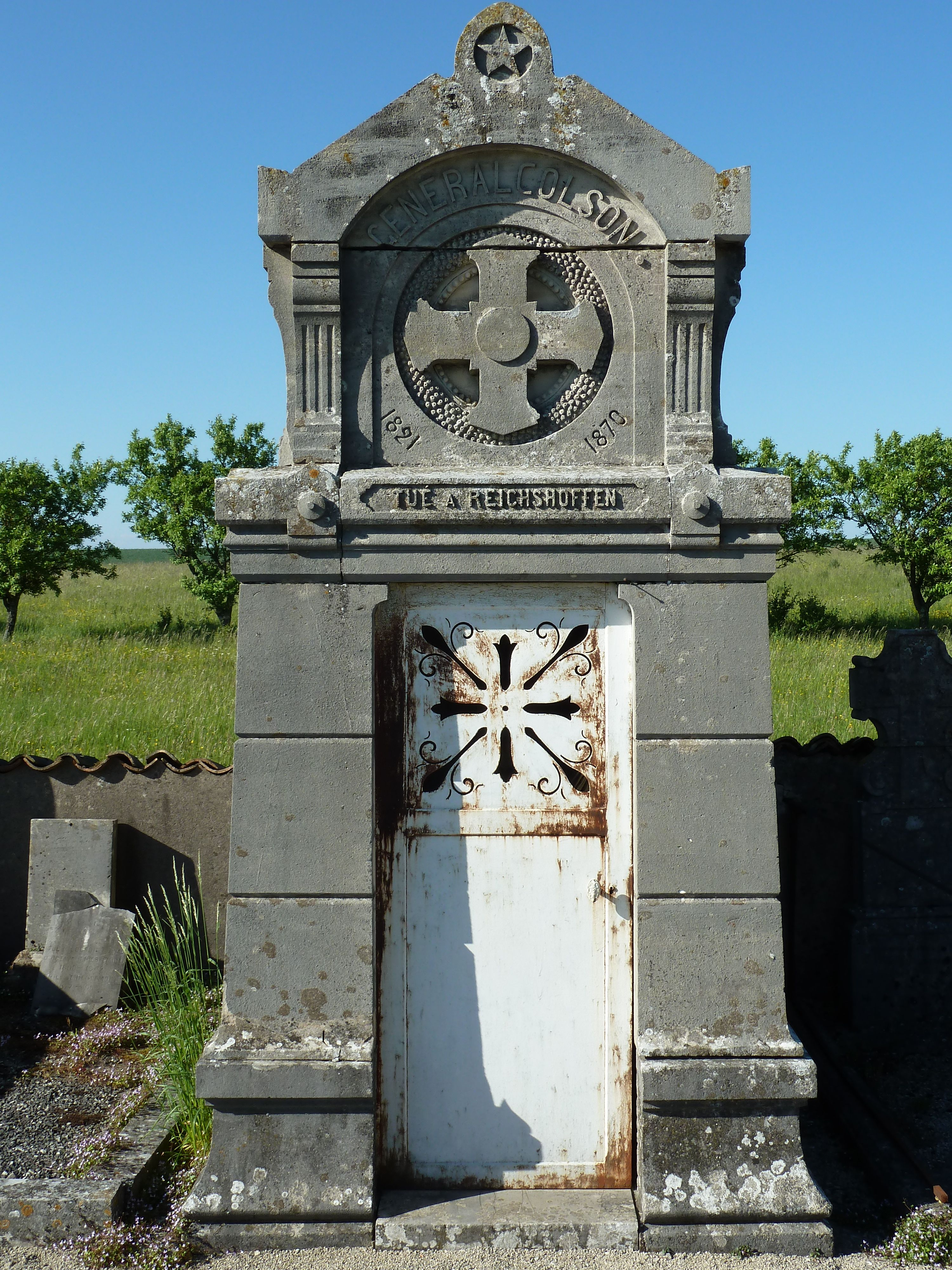
Grabstätte von General Colson

## Persönlichkeiten
- Jean-Baptiste Luton Durival (1725–1810), französischer Historiker, Politiker und Enzyklopädist
- Charles Lallemand (1857–1938), Geodät